# Thomas Monconduit
Thomas Monconduit (Drancy, 10 de febrero de 1991) es un futbolista francés que juega de centrocampista en el Amiens S. C. de la Ligue 2.

## Clubes
| Club                | País    | Año       |
| ------------------- | ------- | --------- |
| A. J. Auxerre II    | Francia | 2008-2011 |
| A. J. Auxerre       | Francia | 2011-2014 |
| Amiens S. C.        | Francia | 2015-2020 |
| F. C. Lorient       | Francia | 2020-2022 |
| A. S. Saint-Étienne | Francia | 2022-2025 |
| Amiens S. C.        | Francia | 2025-     |